# 住吉町 (新宿區)
住吉町（日语：／ Sumiyoshichō */?）是東京都新宿區的町名。已實施住居表示，不設「丁目」。2013年8月1日為止的人口有2,643人。郵遞區號162-0065。

## 地理
大約在新宿區中央。西北鄰余丁町，北接河田町，東北連市谷仲之町，東臨片町，南連荒木町、舟町、愛住町，西通富久町、市谷台町。南端附近有靖國通通過。此外，住吉町交差點是余丁町通與靖國通的交會處。
町內主要是住宅區，曙橋站附近高樓、商店林立。往河田町方向延伸的「曙橋通商店街」（住吉町商工會）是通往舊富士電視台本社的商店街，在富士電視台遷往台場前稱為「富士電視台通商店街」。現在商店街主要以當地居民為主。

## 歷史

### 地名由來
1952年（昭和27年）以前稱為市谷谷町（いちがやたにまち），旁為市谷台町。後來以漢字上連續兩個谷容易出錯為由更名，因希望成為「宜居的町」（住みよい町に）而命名為住吉町。

### 沿革
- 1872年7月 - 市谷三軒屋敷、市谷鍋釣町、市谷谷町整合成市谷谷町。
- 1922年4月 - 市谷谷町部分獨立成立市谷台町。
- 1952年12月 - 市谷谷町改稱住吉町。
- 1986年11月 - 實施住居表示。市谷富久町、舟町、片町部分區域編入住吉町。

## 交通
町域內有都營新宿線曙橋站。

## 備註
1. ↑  『角川日本地名大辞典 13　東京都』、角川書店、1991年再版、PP874-875
2. ↑  .   [2013-08-10]. （原始内容存档于2014-08-19）.

## 外部連結
- 新宿區役所（页面存档备份，存于）
- 曙橋通商店街網站（页面存档备份，存于）
- 住吉町商工會 - 新宿區商店會聯合會